# Sawai Madhopur (Distrikt)
Der Distrikt Sawai Madhopur (Hindi सवाई माधोपुर जिला) ist ein Distrikt im westindischen Bundesstaat Rajasthan. Verwaltungssitz ist die gleichnamige Stadt Sawai Madhopur.

## Bevölkerung
Die Einwohnerzahl liegt bei 1.338.114 (2011), mit 706.558 Männern und 631.556 Frauen.